# Бейнеу (аеропорт)
45°19′ пн. ш. 55°07′ зх. д. / 45.317° пн. ш. 55.117° зх. д.
Аеропо́рт «Бейне́у» (внутрішньоказахський код аеропорту «БЕЙ») — регіональний аеропорт села Бейнеу в Казахстані. Знаходиться за 3 км на північний захід від села.
Летовище Бейнеу 3-го класу, здатне приймати повітряні судна Ан-24, Ан-26, Як-40 і більш легкі, а також вертольоти всіх типів.